# 阮之鈿
阮之鈿（？—1639年），字實甫，直隸桐城（今安徽樅陽）阮家享堂人，祖籍陝西長安（今西安市），明末政治人物，諸生出身。

## 生平
滄州知州阮自嵩之孫。崇禎年間以明經擔任直隸江寧縣主簿，同鄉劉若宰舉薦為湖廣穀城縣知縣。崇禎十一年（1638年）正月，阮之鈿尚未到部，張獻忠便搶先一步攻佔穀城，後張獻忠接受兵部尚書熊文燦的招撫，駐兵穀城。之鈿不久到任，認為這是緩兵之計，请求速剿张献忠。熊文灿一味主抚，不采纳建议。崇禎十二年（1639年）五月，張獻忠再次攻佔穀城。之鈿服毒自盡，被搶救未死，獨坐家中，血書絕命詞。張獻忠派人来索取官印，阮之鈿不肯将其交出，最後被殺。朝廷聞訊後，追贈其尚寶司卿一職。

## 延伸阅读
[在维基数据编辑]
 《明史卷二百九十二》，出自《明史》